# Julia Buniowska
Julia Buniowska (ur. 2 kwietnia 1924 w Majdanie Sieniawskim, zm. 28 czerwca 1944 tamże) – Służebnica Boża Kościoła katolickiego, która poniosła męczeńską śmierć w czasie II wojny światowej. Polski etap jej procesu beatyfikacyjnego został zamknięty 24 maja 2011 w Pelplinie.

## Życiorys
Julia Buniowska urodziła się wielodzietnej rodzinie. Była osobą religijną, należała do Straży Honorowej Najświętszego Serca Jezusowego. Jej rodzice byli rolnikami i posiadali własne gospodarstwo rolne. Jej dwóch braci zostało rozstrzelanych przez banderowców. 
28 czerwca 1944 roku, po powrocie ze mszy, podczas której przyjęła Eucharystię, została pochwycona przez własowców wraz z innymi mieszkańcami wsi. Razem z innymi kobietami zaprowadzono ją do domu, w którym znajdowali się własowcy. Próbując się ratować przed gwałtem, wyskoczyła przez okno z dzieckiem siostry na rękach. Przystąpili wtedy do niej żołnierze, próbując ponownie zaprowadzić ją do domu. Wyrwała się im mówiąc: „Zastrzelcie mnie, a nie pójdę i nie dam się wziąć!”. Wtedy jeden z żołnierzy wyciągnął broń i zastrzelił ją na miejscu.